# Ordem de Tahiti Nui
A Ordem de Tahiti Nui foi criada em 5 de junho de 1996 por deliberação da Assembleia da Polinésia Francesa, a fim de recompensar méritos distintos adquiridos a serviço da Polinésia Francesa, seja em uma função pública ou no exercício de uma atividade privada.

## Distintivo
O distintivo é uma cruz com quatro braços duplos esmaltados em vermelho, terminando em uma bola em cada extremidade e unidos por uma coroa de tiare taitiana esmaltada em verde e branco, com quatro padrões vazados.
O anverso apresenta no centro da cruz, em aplique, as armas do território (em esmalte laranja, vermelho e azul) e o reverso, a inscrição em relevo: "Ordem de Tahiti Nui".
A cruz é encimada por uma fiança esmaltada verde e branca representando uma coroa de flores de tiare do Taiti. A fita é branca moiré com bordas vermelhas em cada lado.

## Ordem
A Ordem de Tahiti Nui foi criada em 5 de junho de 1996 por deliberação da Assembleia da Polinésia Francesa, seguindo a lei orgânica de 12 de abril de 1996 que confere o regime de autonomia ao território da Polinésia Francesa, permitindo-lhe determinar livremente sinais distintivos que marcam sua personalidade.
Seus estatutos foram definidos em 24 de junho de 1996 pelo decreto nº 660 do Conselho de Ministros da Polinésia Francesa.
A organização e a disciplina da Ordem são asseguradas por um Conselho da Ordem composto por 3 membros ex officio (os presidentes do governo, da assembleia da Polinésia Francesa e do conselho econômico, social e cultural) e 4 membros escolhidos por cinco anos entre os titulares da Ordem.
O Conselho da Ordem delibera sobre questões relativas aos estatutos da Ordem. Entende-se sobre as nomeações, promoções e disciplina dos membros da Ordem. Certifica que as nomeações e promoções são feitas de acordo com as normas em vigor.
A Chancelaria da Ordem é chefiada por um Chanceler que é o Secretário-Geral do Governo da Polinésia Francesa.
A Ordem é composta por três graus (Cavaleiro, Oficial e Comendador) e uma dignidade (Grã-Cruz).
O número máximo de membros da Ordem é fixado em 450 membros, divididos entre os graus da seguinte forma:
- 300 cavaleiros,
- 100 oficiais,
- 40 comendador,
- 10 grã-cruzes.

A até que sejam alcançadas, as nomeações e promoções anuais não podem exceder dez por cento do efetivo em cada grau.
| Cavaleiro | Oficial | Comendador | Grã-Cruz |
| --------- | ------- | ---------- | -------- |
|           |         |            |          |
|           |         |            |          |

### Grão-Mestre da Ordem
O cargo de Grão-Mestre da Ordem é ocupado pelo Presidente da Polinésia Francesa.
O Grão-Mestre da Ordem preside o Conselho da Ordem, que se reúne pelo menos duas vezes por ano em sua convocação; ele nomeia por cinco anos os membros do Conselho da Ordem escolhidos entre os titulares da Ordem e decide em última instância sobre todas as questões relativas à Ordem.
O Grão-Mestre da Ordem é presenteado no dia de sua investidura com o grão-colar de seu cargo pelo Decano do Conselho da Ordem. Quando aplicável, as insígnias da Grã-Cruz também lhe são entregues, antes da cerimônia de investidura, pelo membro mais velho do Conselho da Ordem.
O primeiro Grão-Mestre da Ordem foi Gaston Flosse, em 27 de junho de 1996. Seu sucessor como Presidente da Polinésia Francesa, Oscar Temaru, tendo recusado o cargo de Grão-Mestre, nenhuma nomeação ou promoção foi feita durante seu mandato. A Ordem foi revivida quando Gaston Tong Sang foi investido como Grão-Mestre da Ordem em 20 de junho de 2007. Édouard Fritch foi investido como Grão-Mestre da Ordem em 16 de janeiro de 2015.

### Agraciados
Para ser recebido na Ordem, o agraciado deve ter nacionalidade francesa.
Para ser nomeado ou promovido, deve-se justificar:
- Cavaleiro: Mínimo de 15 anos de serviço ou atividades com méritos distintos.
- Oficial: Mínimo de 7 anos de antiguidade no posto de Cavaleiro.
- Comendador: Mínimo de 5 anos de antiguidade no posto de Oficial.
- Grande Cruz: Mínimo de 3 anos de antiguidade no posto de Comendador.

No exercício de suas funções ou mandato, os membros do governo e os conselheiros territoriais não podem ser nomeados ou promovidos na Ordem de Tahiti Nui.
Pessoas de nacionalidade estrangeira que se destacaram por seus méritos em relação à Polinésia Francesa podem receber uma distinção na Ordem de Tahiti Nui. Essas alocações são feitas dentro do limite de uma cota designada por período de três anos.
A concessão de uma distinção na Ordem também pode ser proferida fora da cota pelo Grão-Mestre da Ordem a dignitários e parlamentares da República, a chefes de Estado e de governos estrangeiros, bem como a seus colaboradores.

## Membros notáveis

### Grã-Cruz
- Gaston Flosse, Presidente do Governo da Polinésia Francesa (conferido automaticamente como Grão-Mestre da Ordem, 26 de junho de 1996).
- Sua Majestade Taufa'ahau Tupou IV, Rei de Tonga (elevação excepcional, 4 de março de 1997).
- Jiang Zemin, Presidente da República Popular da China (elevação excepcional, 3 de abril de 2001).
- Gaston Tong Sang, Presidente da Polinésia Francesa (conferido automaticamente como Grão-Mestre da Ordem, 20 de junho de 2007).
- Édouard Fritch, Presidente da Polinésia Francesa (conferido automaticamente como Grão-Mestre da Ordem, 16 de janeiro de 2015).

### Comendador
- Sir Apenera Short, Representante da Rainha nas Ilhas Cook (nomeação excepcional, 4 de março de 1997).
- Bernard Pons, Ministro de Estado (nomeação excepcional, 30 de dezembro de 1997).
- John Martin, suboficial do Batalhão do Pacífico e membro fundador da Academia Taitiana (1997).
- Robert Hervé, oficial do Batalhão do Pacífico, Companheiro da Libertação.
- Dominique Perben, ex-ministro dos Territórios Ultramarinos (nomeação excepcional, 4 de agosto de 1999).
- Philippe Séguin, Ministro de Estado (nomeação excepcional, 10 de abril de 2002).
- Raphaëla Le Gouvello, navegadora (nomeação excepcional, 3 de novembro de 2003).
- Anne Boquet, Alta Comissária da República na Polinésia Francesa (promoção, 24 de junho de 2008).

### Oficial
- Jacques Maillot, ex-CEO da companhia aérea Corsair (nomeação excepcional, 7 de novembro de 2001).

### Cavaleiro
- Angelo Schirinzi, treinador da Seleção Tahiti Nui de Beach Soccer na Copa do Mundo FIFA de 2013 no Taiti (turma de outubro de 2013).
- Tiki Toa, time de futebol de praia do Taiti. Os 14 jogadores são condecorados (turma de outubro de 2013).
- Pascal Vahirua, jogador de futebol profissional, convocado 22 vezes para a seleção francesa (turma de 2014).
- Michel Bourez, surfista profissional de nível mundial (turma de 2014).
- Vaimalama Chaves, Miss Taiti 2018, Miss França 2019 (turma de 2018).